# Центральный дом работников искусств
Центральный дом работников искусств (ЦДРИ) в Москве — культурно-просветительное учреждение; творческий клуб деятелей искусства (театра, изобразительного искусства, музыки, эстрады и др.).
Этот дом работников искусств, созданный по инициативе наркома просвещения Анатолия Луначарского, был открыт 25 февраля 1930 года.
ЦДРИ —  единственный творческий дом  в Москве, за всю свою историю ни на один день не прекращавший работу, даже в годы Великой Отечественной войны. Именно отсюда на фронт уходили фронтовые актерские бригады.
Награждён орденом Дружбы народов.
Сегодня ЦДРИ существует в форме автономной некоммерческой организации, обладает правом собственности на здание по адресу: ул.Пушечная, д. 9/6 (бывший Немецкий клуб). 
Руководящим органом является Правление, куда входят деятели искусств, науки и культуры. В ЦДРИ ежедневно проходят самые разные мероприятия: концерты, спектакли, выставки; работают творческие клубы и объединения. ЦДРИ выполняет сегодня не только клубную, но и культурно-просветительскую функцию. Здесь проводятся вечера для детей, студентов и ветеранов.
28 февраля 2005 года коллектив автономной некоммерческой организации «Центральный Дом работников искусств» удостоен Благодарности Президента Российской Федерации за большой вклад в развитие отечественной культуры и эстетическое воспитание молодёжи.